# Faverolles (Somme)
Faverolles és un municipi francès situat al departament del Somme i a la regió dels Alts de França. L'any 2007 tenia 158 habitants.

## Demografia

### Població
El 2007 la població de fet de Faverolles era de 158 persones. Hi havia 64 famílies de les quals 16 eren unipersonals (8 homes vivint sols i 8 dones vivint soles), 24 parelles sense fills, 20 parelles amb fills i 4 famílies monoparentals amb fills.

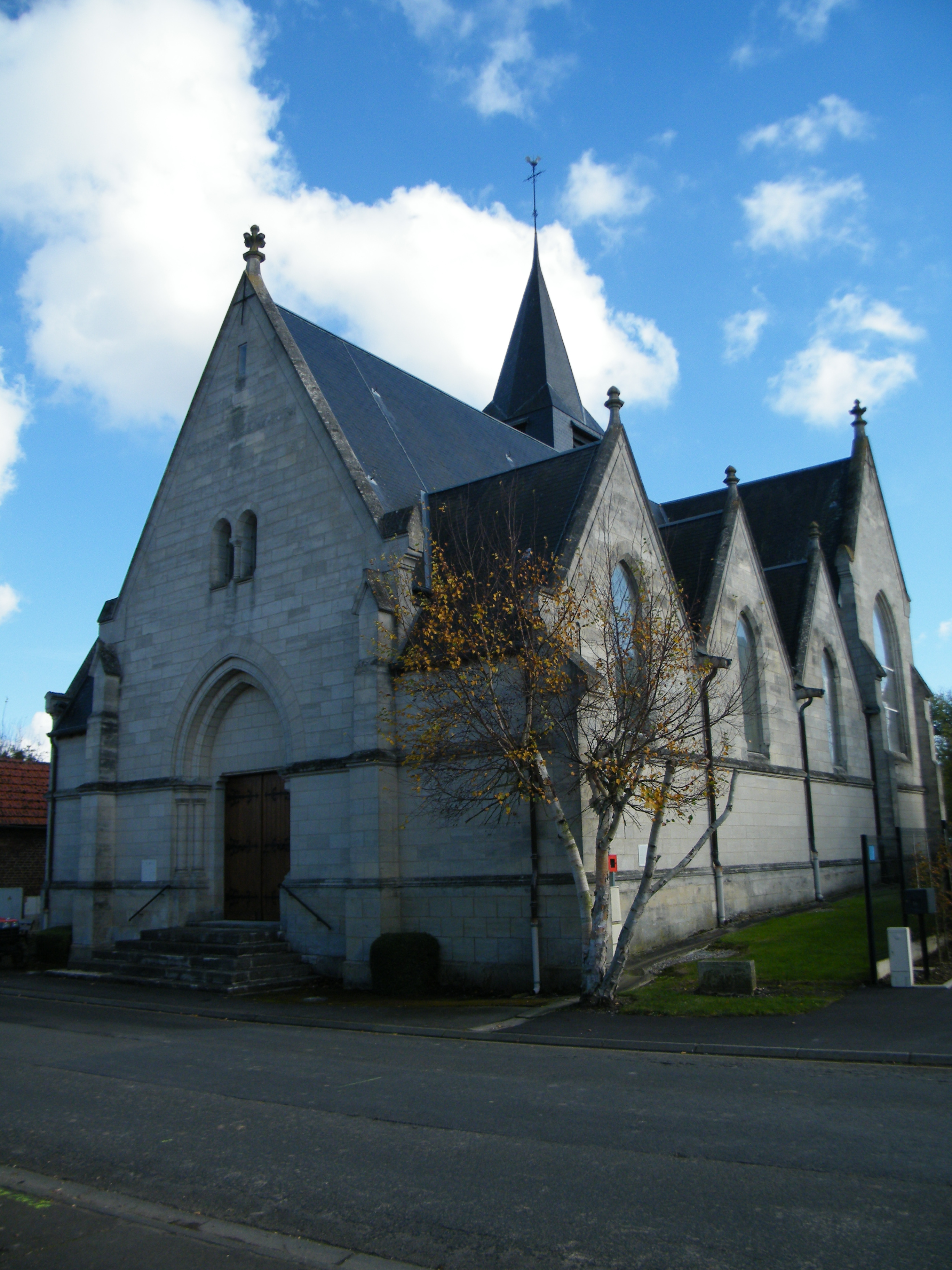

La població ha evolucionat segons el següent gràfic:
Habitants censats

### Habitatges
El 2007 hi havia 76 habitatges, 66 eren l'habitatge principal de la família, 4 eren segones residències i 6 estaven desocupats. 61 eren cases i 14 eren apartaments. Dels 66 habitatges principals, 45 estaven ocupats pels seus propietaris, 19 estaven llogats i ocupats pels llogaters i 2 estaven cedits a títol gratuït; 4 tenien una cambra, 1 en tenia dues, 11 en tenien tres, 16 en tenien quatre i 34 en tenien cinc o més. 54 habitatges disposaven pel capbaix d'una plaça de pàrquing. A 29 habitatges hi havia un automòbil i a 27 n'hi havia dos o més.

### Piràmide de població

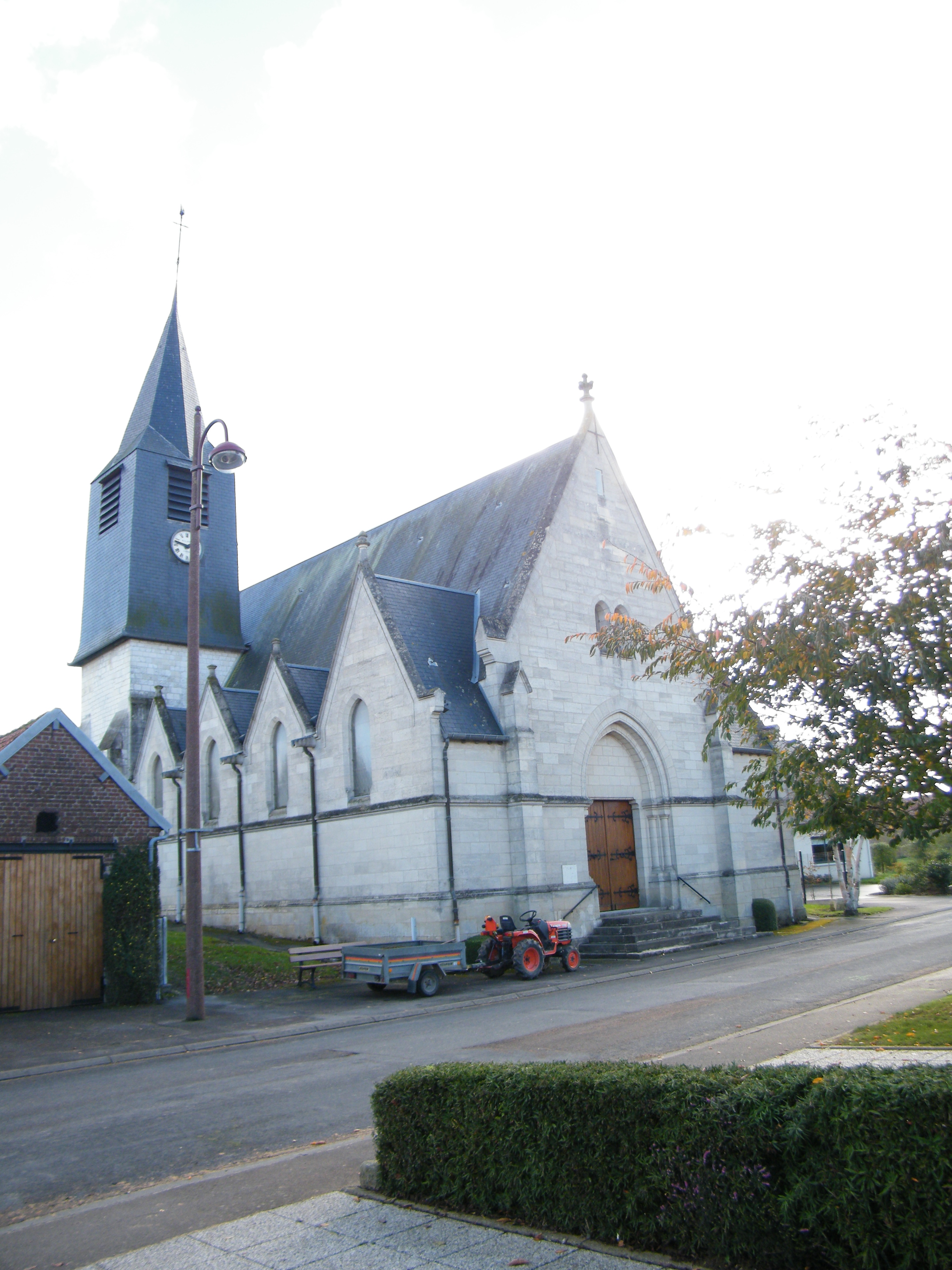

La piràmide de població per edats i sexe el 2009 era:
| Homes | Edats   | Dones |
| ----- | ------- | ----- |
| 0     | 95 o +  | 0     |
| 0     | 90 a 94 | 0     |
| 0     | 85 a 89 | 0     |
| 0     | 80 a 84 | 4     |
| 8     | 75 a 79 | 0     |
| 4     | 70 a 74 | 4     |
| 0     | 65 a 69 | 4     |
| 0     | 60 a 64 | 0     |
| 0     | 55 a 59 | 0     |
| 8     | 50 a 54 | 4     |
| 12    | 45 a 49 | 0     |
| 4     | 40 a 44 | 4     |
| 4     | 35 a 39 | 8     |
| 8     | 30 a 34 | 8     |
| 8     | 25 a 29 | 4     |
| 0     | 20 a 24 | 12    |
| 0     | 15 a 19 | 4     |
| 0     | 10 a 14 | 0     |
| 8     | 5 a 9   | 0     |
| 8     | 0 a 4   | 4     |

## Economia

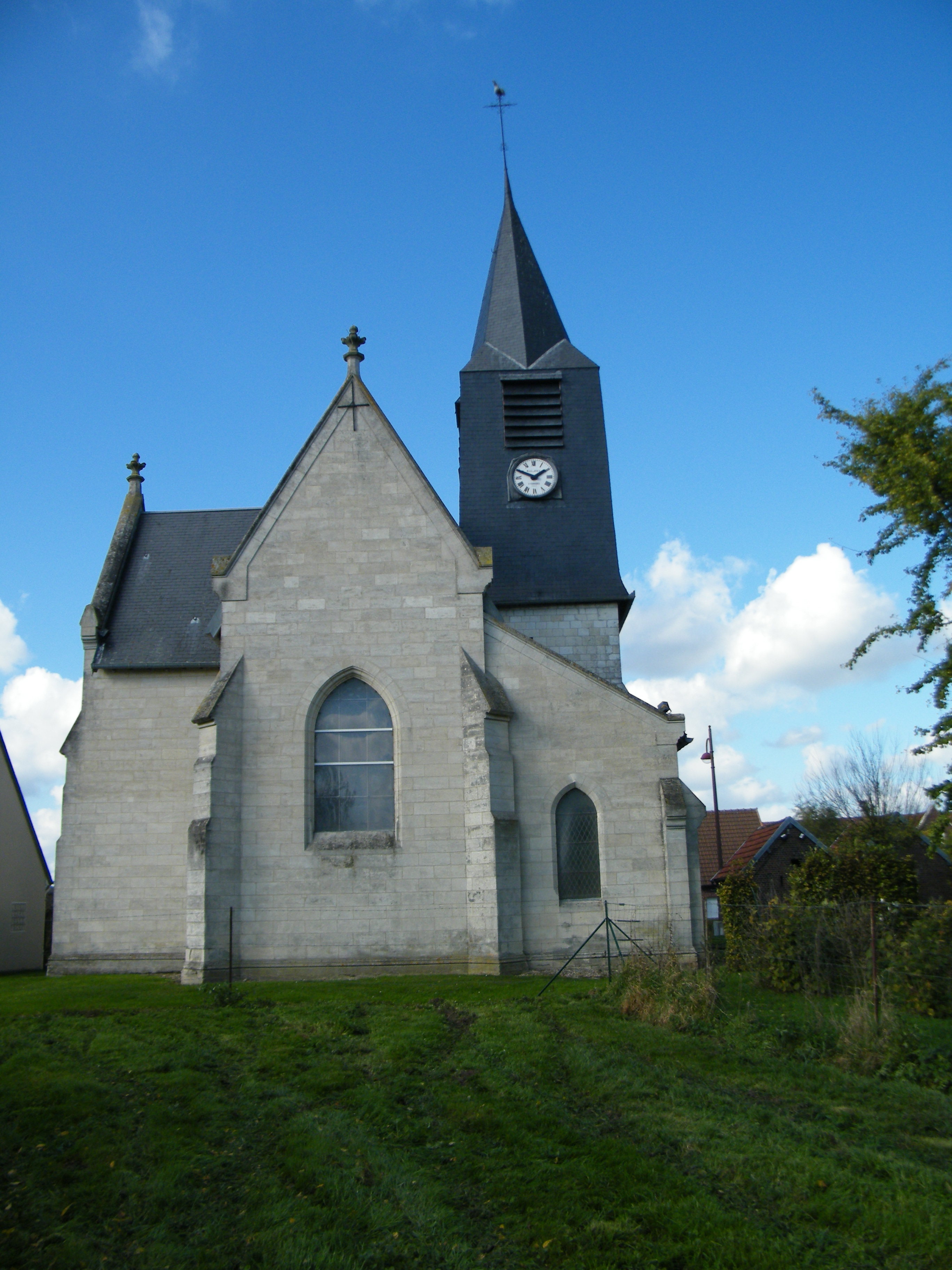

El 2007 la població en edat de treballar era de 113 persones, 77 eren actives i 36 eren inactives. De les 77 persones actives 73 estaven ocupades (37 homes i 36 dones) i 4 estaven aturades (4 homes). De les 36 persones inactives 17 estaven jubilades, 7 estaven estudiant i 12 estaven classificades com a «altres inactius».

### Ingressos
El 2009 a Faverolles hi havia 67 unitats fiscals que integraven 160 persones, la mediana anual d'ingressos fiscals per persona era de 18.611,5 €.

### Activitats econòmiques
Dels 9 establiments que hi havia el 2007, 3 eren d'empreses alimentàries, 2 d'empreses de construcció, 1 d'una empresa financera, 2 d'empreses immobiliàries i 1 d'una empresa de serveis.
L'únic servei als particulars que hi havia el 2009 era una lampisteria.
L'any 2000 a Faverolles hi havia 8 explotacions agrícoles.

## Poblacions més properes

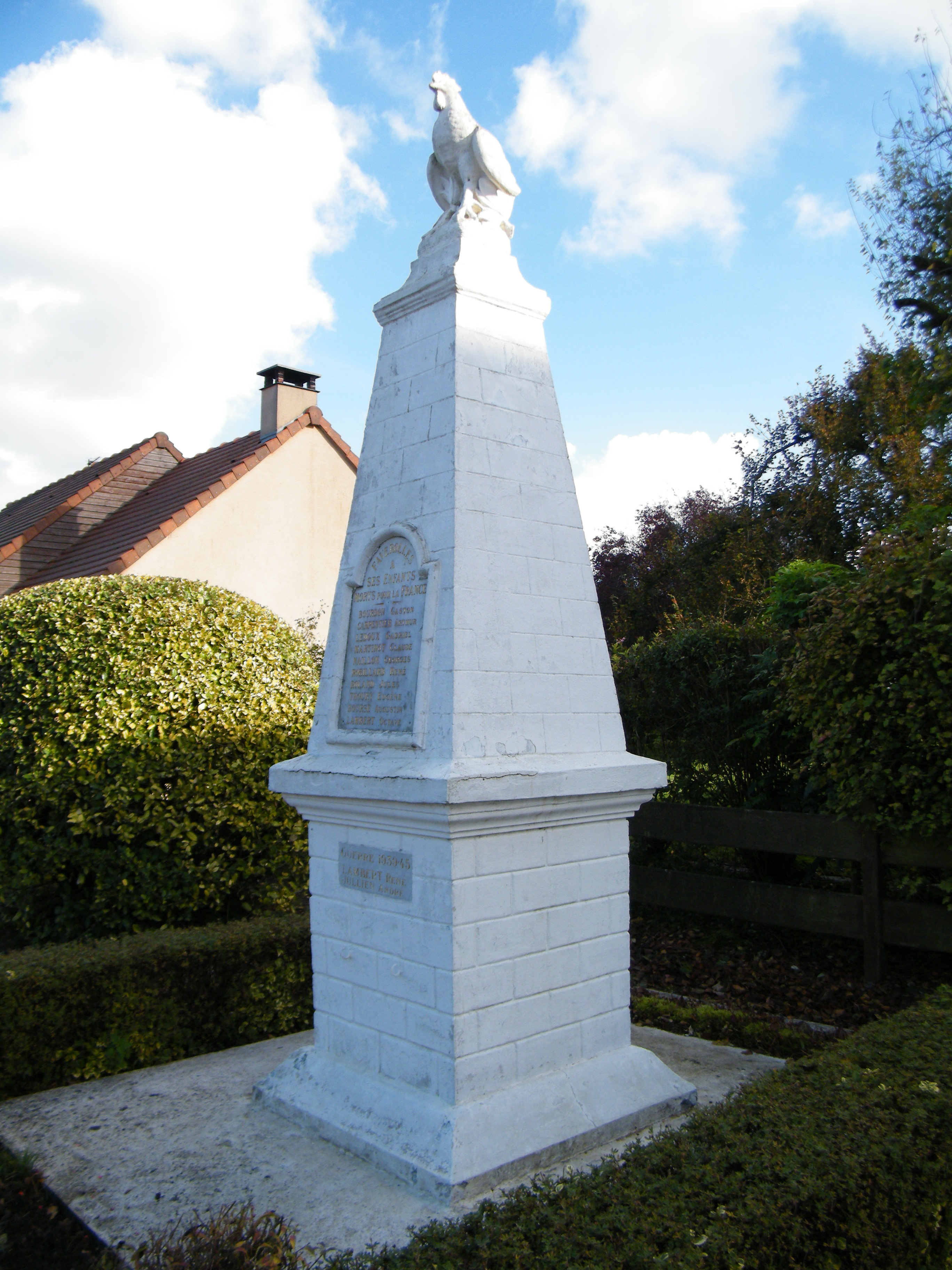

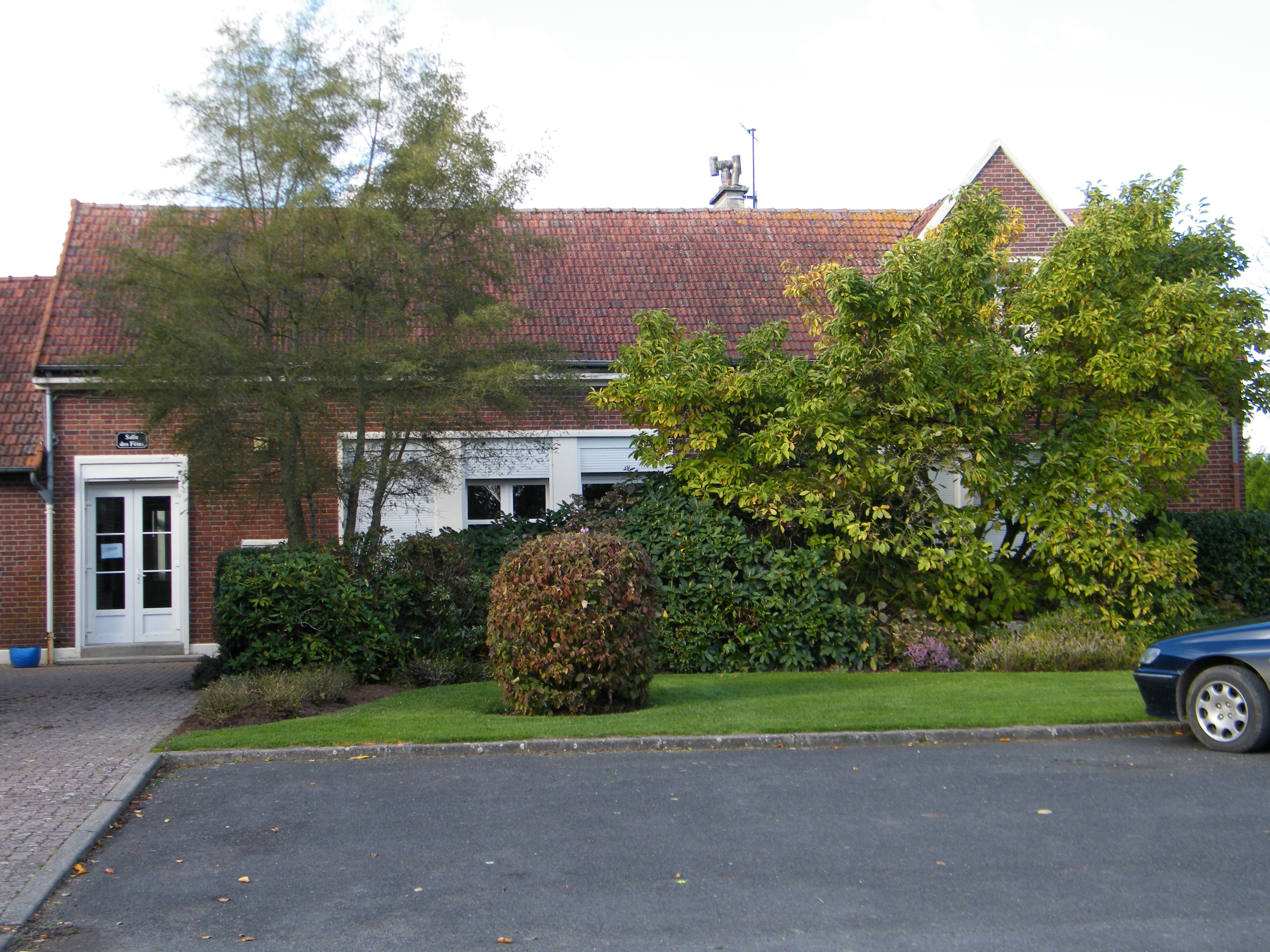

El següent diagrama mostra les poblacions més properes.